# Scotopteryx pseudocoarctata
Scotopteryx pseudocoarctata là một loài bướm đêm trong họ Geometridae.